# Johnsonville (Nouvelle-Zélande)
Pour les articles homonymes, voir Johnsonville.
Johnsonville est une localité de la banlieue nord de Wellington en Nouvelle-Zélande.
Elle a été reliée à la capitale par une voie ferrée en 1886. La ville a connu une forte croissance à partir de 1938.

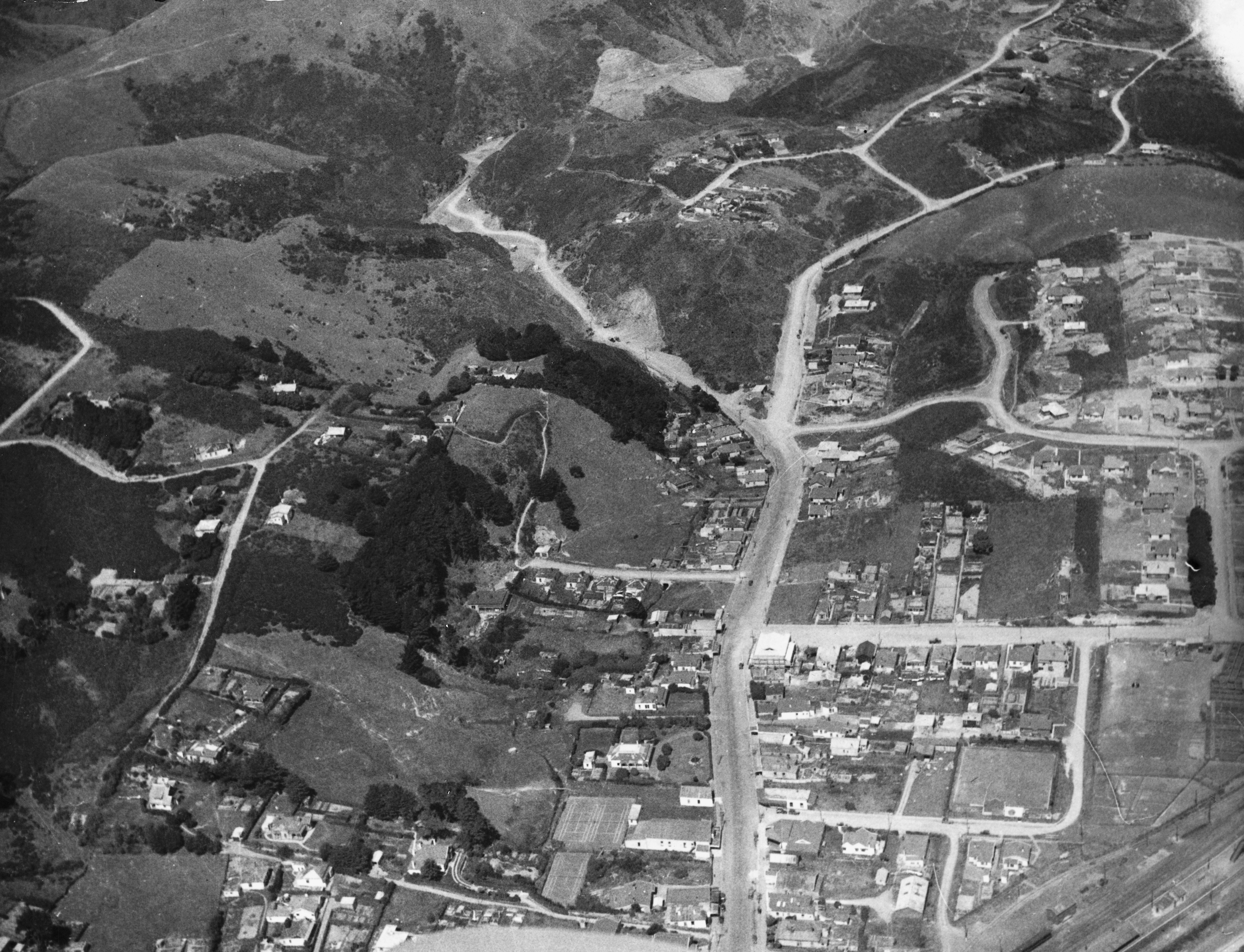
Vue aérienne de Johnsonville en 1939.

Sa population était de 11 106 habitants en 2018.

## Situation
Elle siège à 7 kilomètres au nord du centre-ville, au point supérieur de la gorge de Ngauranga (en), sur le trajet de la route principale menant à la ville de Porirua, qui est la   State Highway 1/S H 1.

## Population
La population de la "ville" (comme elle est communément nommée) était de 10 239 habitants lors du recensement de 2013 en Nouvelle-Zélande

## Transports Publics
Johnsonville est une banlieue résidentielle et raisonnablement importante au point de vue commerciale.
La gare de Station de Johnsonville (en)  est le terminus nord de la ligne de chemin de fer de la branche de Johnsonville (en), qui assure le service passager à traction électrique de Tranz Metro menant vers le centre de Wellington, avec aussi un arrêt adjacent de bus pour plusieurs directions connues sous le nom de Johnsonville Hub.
Johnsonville comporte donc une importante population de banlieusards.
L’habitat est étalé autour du centre commercial, constituant le centre de la banlieue et s’étend vers la base du mont Kaukau (en) vers l’ouest, et en dehors, par-dessus les collines en direction de la banlieue de Newlands vers le sud-est.

## Histoire

### Clairière de Johnson
Johnsonville était initialement le site du chemin maori pour aller de Wellington à Porirua, et il n’y avait pas d’habitant autochtone avant la colonisation par les Européens.
La végétation y était dense avec une forêt native, dominée par les arbres de type totara, associés à des arbres de type podocarpus (principalement des totaras et des rimu.
Johnsonville fut fondée en 1841 par des colons européens et parmi ceux-ci, Frank Johnson, qui acheta un certificat de sélection et a fait entourer les 100 acres du « District de la Section 11 appelée Kinapora (Kenepuru)».
Initialement appelé Johnson's clearing, par Frank Johnson, qui y construisit une maison près du cours d’eau Johnsonville stream et une scierie près de l’emplacement du centre de la ville moderne de Johnsonville.
II défricha rapidement l’ensemble du secteur de Johnsonville de la forêt originelle et le bois fut vendu pour aider à construire la ville proche de Wellington.
Il vendit ensuite ses terres avec un profit substantiel et retourna en Angleterre en 1858, laissant les environs massivement changés et sur ce site se développa une industrie de l’élevage fermier pour fournir les besoins de la ville de Wellington toute proche, qui était en pleine croissance.
La Daisy Hill Farm House (en) fut construite vers l’année 1860, et elle persiste toujours.
Sur la durée du XXe siècle, les terrains agricoles laissèrent lentement la place à la banlieue, avec le premier petit centre-ville de Johnsonville grossissant calmement pour devenir un point d’appel principalement pour les couches de niveau moyen dans l’échelle socio-économique.
Johnsonville devint ainsi une ville en 1896 .

### Gouvernance locale
Johnsonville fut proclamée « local board» en 1874.
À partir de 1881, elle fut une ville dépendante du district et renommée en 1887: « Johnsonville Town District ».
En 1908, le « Town Board » devint indépendant.
En 1909, John Rod (en), chairman du Town Board, présida les négociations pour avoir un éclairage électrique et la puissance du courant pour les usages publics et privés, qui fut donc installé dans la ville de Johnsonville par la société « Norman Heath & Co ».
Le board fut actif sur la période allant de 1912 à 1922, période pendant laquelle: l’éclairage au gaz et le drainage furent installés et les rues bordées de trottoirs et canalisées.
En 1912, un réservoir d’eau fut construit pour fournir de l’eau provenant de la vallée d’Ohariu avec un nouveau réservoir construit en 1922.
Le drainage des eaux, installé en 1912 aboutissait à une citerne septique au niveau des gorges de Ngauranga (en).
Cette citerne septique persista jusqu’en 1953;
Quand la ville de Johnsonville fut amalgamé dans le conseil de la cité de Wellington (en) en avril 1953, et le conseil compléta un réseau d’égout principal déployé dans le secteur .
La ville grossit ensuite rapidement à partir de l’année 1938, quand le secteur fut lié avec la ville de Wellington via un nouveau service de trains électriques et que les lotissements de maisons individuelles s’étendirent dans la ville.
En 1960, le premier centre commercial de la région de Wellington fut construit au niveau de Johnsonville .

## Infrastructures
Johnsonville a une infrastructure commerciale modérément large et est auto-suffisante dans de nombreux aspects: c’est une galerie marchande avec deux supermarchés et une bibliothèque dépendant de la bibliothèque centrale de la cité de Wellington (en).

### Piscine de  Keith Spry Pool
Keith Spry pool  est une piscine chauffée, indoor, de 25 mètres, avec un plongeoir, une pataugeoire, un spa, un sauna.
Le fonctionnement de la piscine est assuré par le Conseil de la cité de Wellington (en).
En juin 2013, des travaux débutèrent pour un coût de 6 millions de NZ $ pour le remaniement de l’installation, avec une expansion du complexe de 50 %, par l’ajout d’un nouveau bassin d’apprentissage de la nage, le remplacement du toit et l’expansion des pièces pour se changer .

### Parc Alex Moore
L e parc   Alex Moore  est un terrain de sport localisé sur ‘Broderick Road’ / ‘Moorefield Road’.
Le terrain accueille du football, du rugby, du cricket, du softball et de l’athlétisme.
Les installations comprennent une surface artificielle pour le cricket, des salles pour se changer avec des locaux du club.
Le « Alex Moore Park Development Project » est planifié pour l’installation d’un centre de sports de 6 millions de $, qui devra remplacer les locaux disparates et démodés avec des salles centralisées de gym, de rencontres et de fonctions .

### Centre de la Communauté de Johnsonville
Le « Johnsonville Community Centre» est localisé au coin de ‘ Frankmoore Avenue’ et de ‘Moorefield Road’ et fournit les services nécessaires à la communauté, comprenant l’éducation, le bureau d’information des Citoyens, les groupes de support et les groupes de jeunes.
Le bâtiment est la propriété du conseil de la cité de Wellington (en)  et fut ouvert en 1995  après des investissements significatifs et une levée de fonds de la part des groupes de la communauté locale.

### Planning régional
En tant que partie du « Northern Growth Management Plan » du Conseil de la cité de Wellington (en), il existe une proposition pour développer le centre commercial principal de Johnsonville au niveau du centre-ville de  "Johnsonville Town Centre" .
Ce plan reconnaît Johnsonville comme le centre commercial le plus important économiquement et un hub pour la population en dehors du centre de la cité.
Le plan recommande la création d’un centre unique de biens et de culture dans Johnsonville   autour du périmètre triangulaire limité par ‘Johnsonville Road’ à l’est, ‘Broderick Road’ vers le sud et ‘Moorefield Road’ vers l’ouest.

## Banlieues à proximité
Les résidents des banlieues proches, telles que Churton Park, Grenada Village, Newlands, Khandallah, Ngaio et Broadmeadows utilisent aussi les installations de Johnsonville, en particulier pour faire leurs courses dans le centre commercial du « Johnsonville Shopping Centre ».
Alors que de nombreuses de ces banlieues ont des supermarchés récents, la série de magasins disponibles dans Johnsonville reste une attraction majeure pour un large district.

## Communauté et groupes sociaux
Johnsonville a un certain nombre de groupes au sein de la communauté comprenant :
- Le club de Johnsonville
- Le centre de la communauté de Johnsonville
- Le Lions club de Johnsonville
- L’Association de la Communauté de Johnsonville (Inc.) [13].

## Éducation

### Zones de recrutement scolaire
La banlieue de Johnsonville est située dans le secteur de recrutement de :
collège d’ Onslow (en), 
collège de Newlands (en), 
St Oran's College, 
Raroa Normal Intermediate et l’école de Johnsonville.

### Éducation secondaire
- Johnsonville est le siège d’une « high school » mixte appelée collège d’Onslow (en).

En 2014, il avait un effectif de 1 246 élèves  et un taux de décile de 10 .

### Éducation primaire et intermédiaire
Johnsonville a une école intermédiaire et plusieurs écoles primaires:
- « Raroa Normal Intermediate » [17] est une école intermédiaire avec un taux de décile de 10 [16] avec un effectif de 622 élèves [15].
- « Johnsonville School »  est une école de décile 9 [16] contribuant au primaire avec un effectif de 327 élèves [15].
- « St Brigids School » est une école de décile de 9 [16] contribuant au primaire avec un effectif de 313 élèves [15]
- «West Park School » est une école de decile 9 [16] contribuant au primaire avec un effectif de 356 élèves [15]